# Galt Football Club

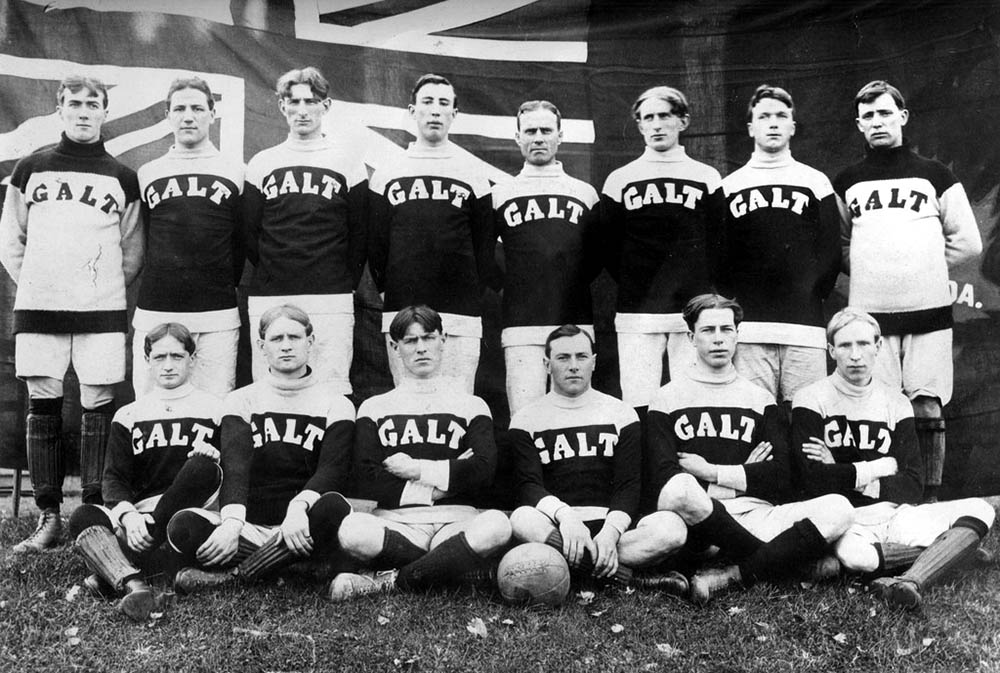
Galt F.C. el 1904.

El Galt Football Club va ser un equip de futbol amb seu a la ciutat de Galt, Ontario, Canadà. Fundat el 1881 o 1882, el Galt F.C. guanyà l'Ontario Cup de 1901, 1902 i 1903, i sobretot la competició de futbol dels Jocs Olímpics de 1904.
En aquesta competició el Galt F.C. s'imposà per 7 a 0 al Christian Brothers College i per 4 a 0 al St. Rose Parish.
El 2004, en commemoració dels 100 anys del títol olímpic, el Galt F.C. fou inclòs al Canadian Soccer Hall of Fame.